# Liste des hôpitaux d'Israël
Voici la liste des hôpitaux et centres médicaux d'Israël selon leur district et leur ville.

## District Centre

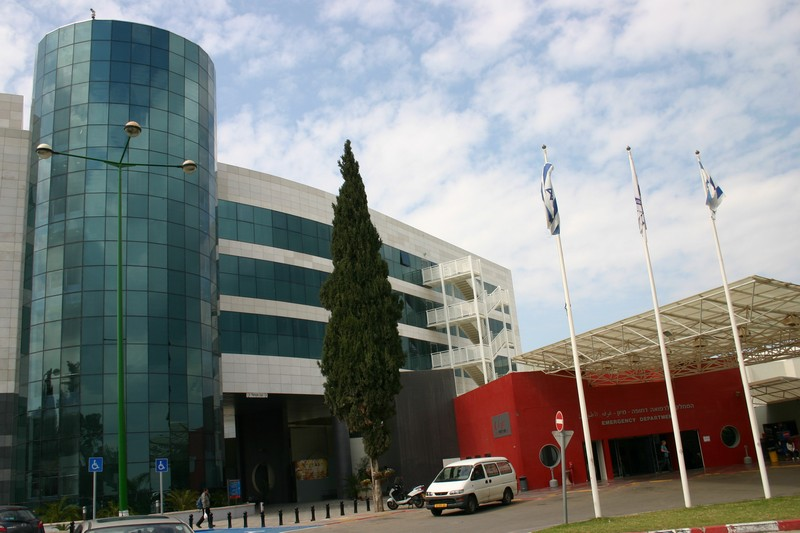
Entrée des urgences du centre médical Assaf Harofeh / Shamir à Béer Yaakov

### Be'er Ya'akov
- Centre médical Assaf Harofeh (hôpital Itzhak Shamir à partir du 4/4/2017)

### Guedera
- Hôpital Ganim
- Hôpital Herzfeld

### Hod Hasharon

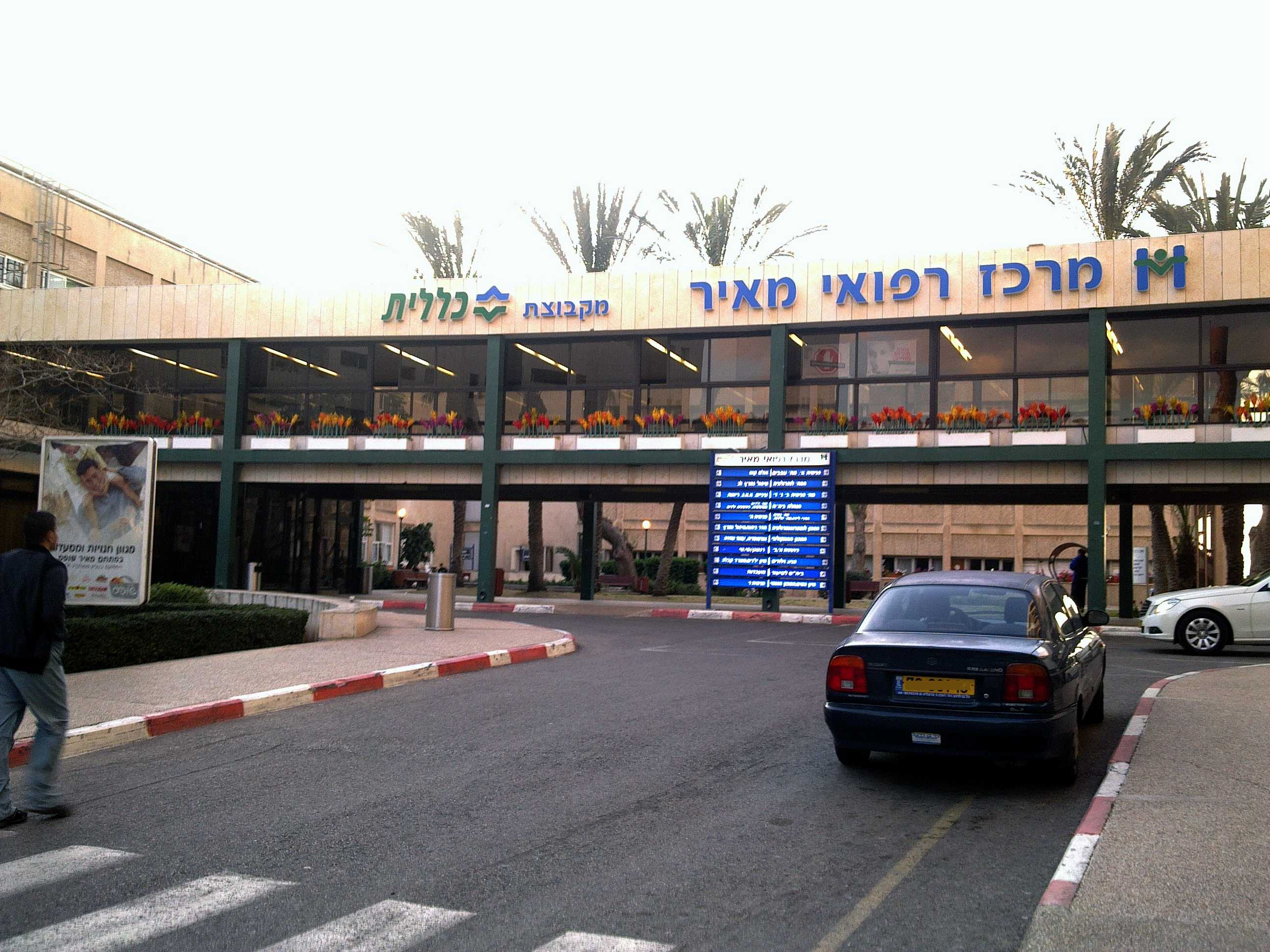
Hôpital Meir à Kfar Saba

- Hôpital Gan Meged

Chalôm
Bokirtof ?

### Kfar Saba
- Centre médical Sapir (Hôpital Meir)

### Ness-Tziona
- Hôpital psychiatrique Ness Ziona

### Netanya
- Hôpital Laniado[1].

### Petah Tikva
- Hôpital Beilinson à Petah TikvaCentre médical Rabin
  - Campus Beilinson
    - Hôpital psychiatrique Geha

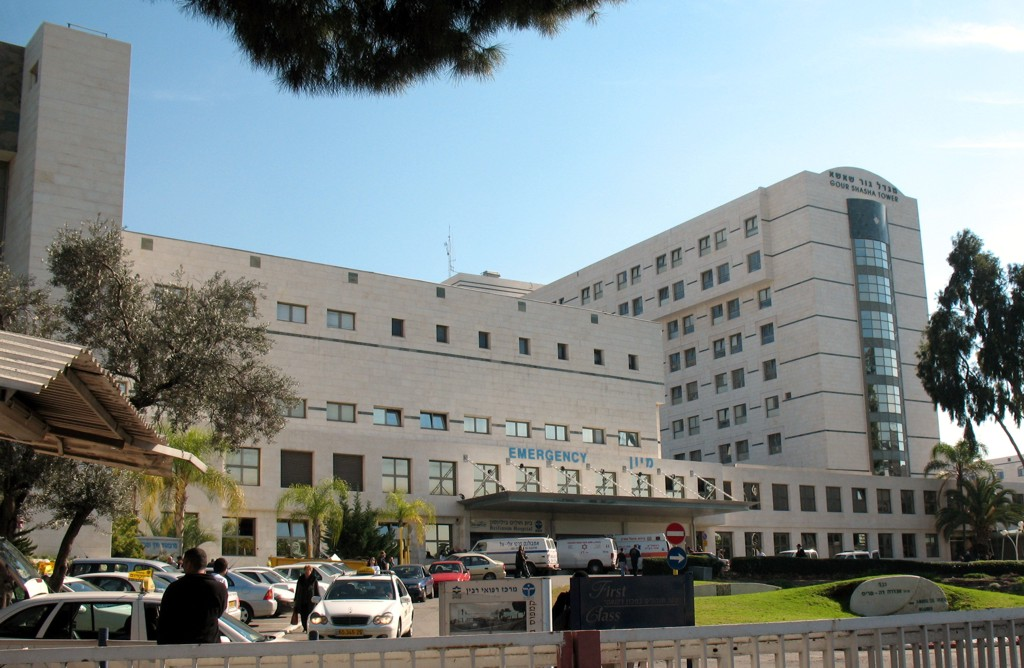
Hôpital Beilinson à Petah Tikva

    - Centre médical pour enfants Schneider 

  - Campus Golda (Hôpital HaSharon)
- Hôpital Ramat Marpe

### Raanana
- Hôpital - Centre de rééducation Lowenstein

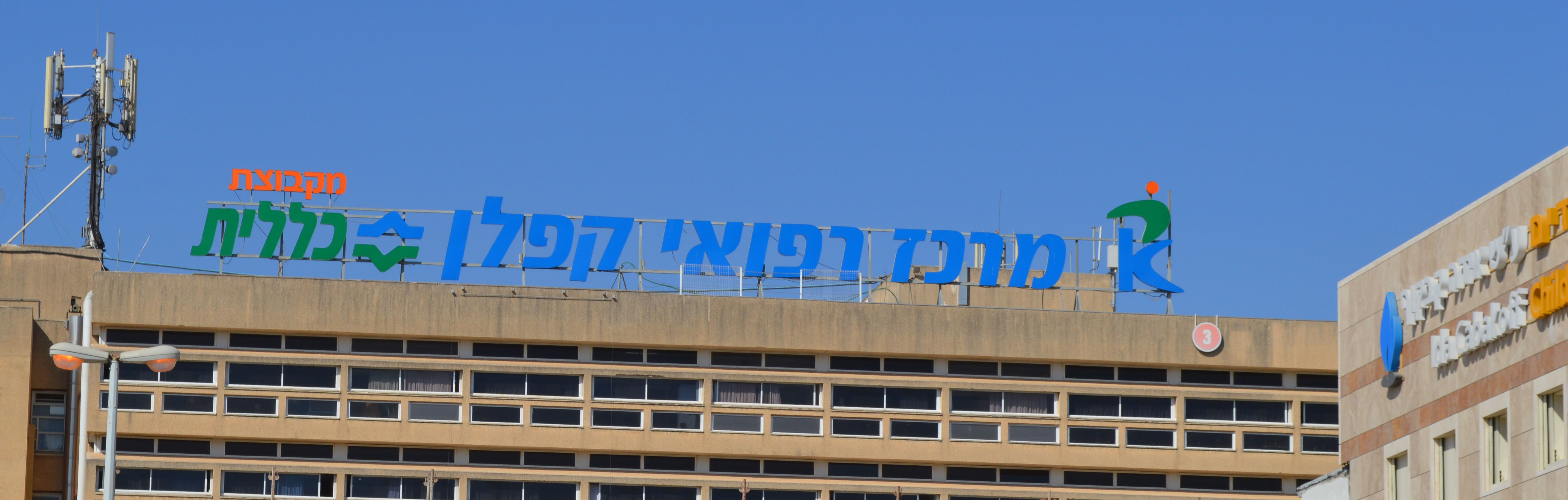
Fronton de l'hôpital Kaplan à Rehovot

### Rehovot
- Centre médical Kaplan

## District de Haïfa

### Carmel

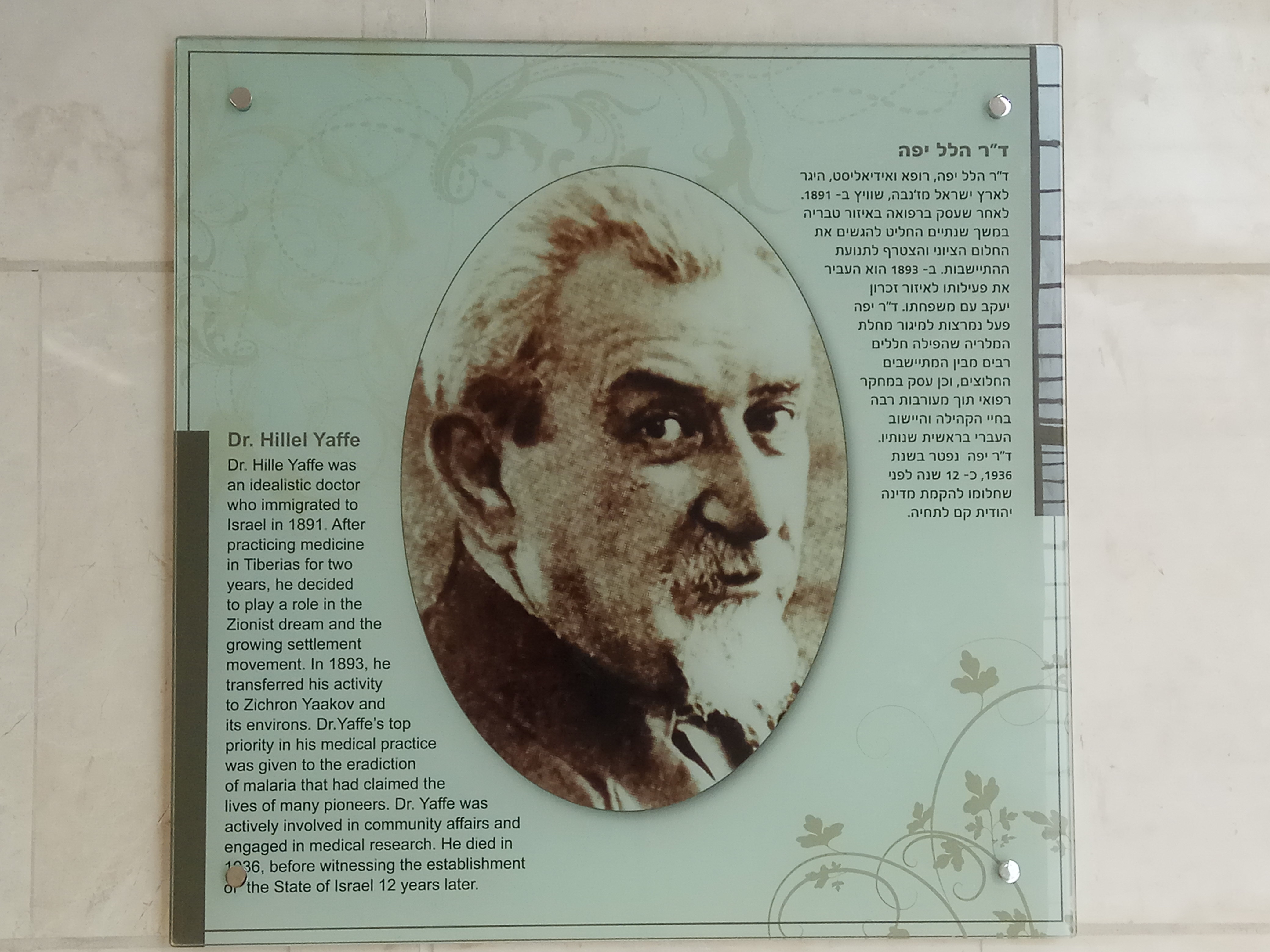
Plaque commémorative au centre médical Hillel Yaffe à Hadera

- Centre médical Dekel

### Hadera
- Centre médical Hillel Yaffe

### Haïfa
- Centre médical Bnei Zion (Rothschild)
- Hôpital Carmel
- Centre médial Elisha
- Hôpital gériatrique Fliman
- Hôpital Italien
- Hôpital Rambam (Ofer)

### Kiryat-Ata
- Hôpital Kiryat Biyamin

## District de Jérusalem

### Jérusalem
- Hôpital historique de Bikur 'Holim, actuellement une partie du centre médical Shaare Zedek à JérusalemHôpital Familier Alyn Woldenberg
- Hôpital Augusta Victoria

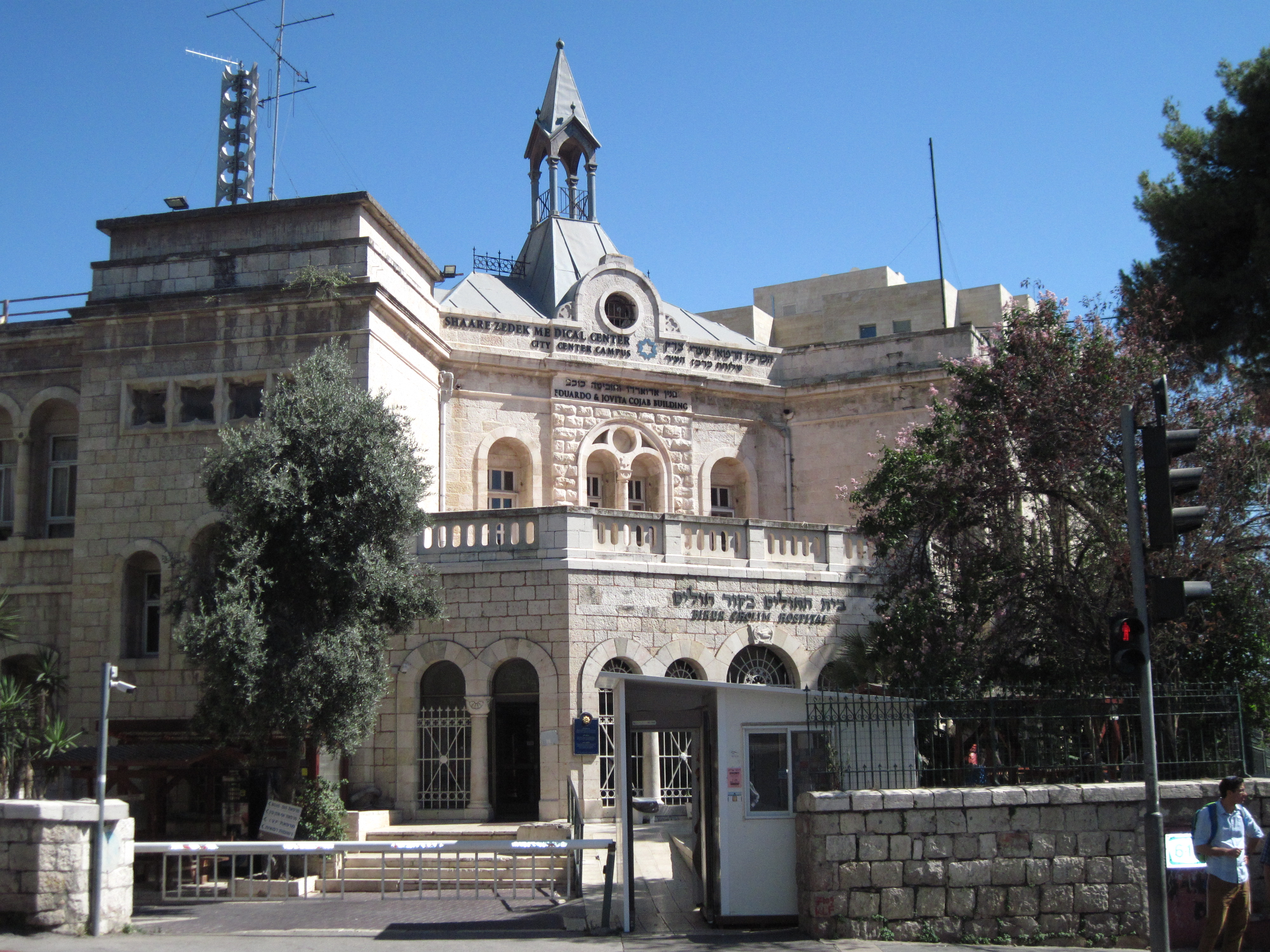
Hôpital historique de Bikur 'Holim, actuellement une partie du centre médical Shaare Zedek à Jérusalem

- Hôpital Bikur 'Holim (centre médical Shaare Zedek)
- Centre médical Hadassah (Ein Kerem)

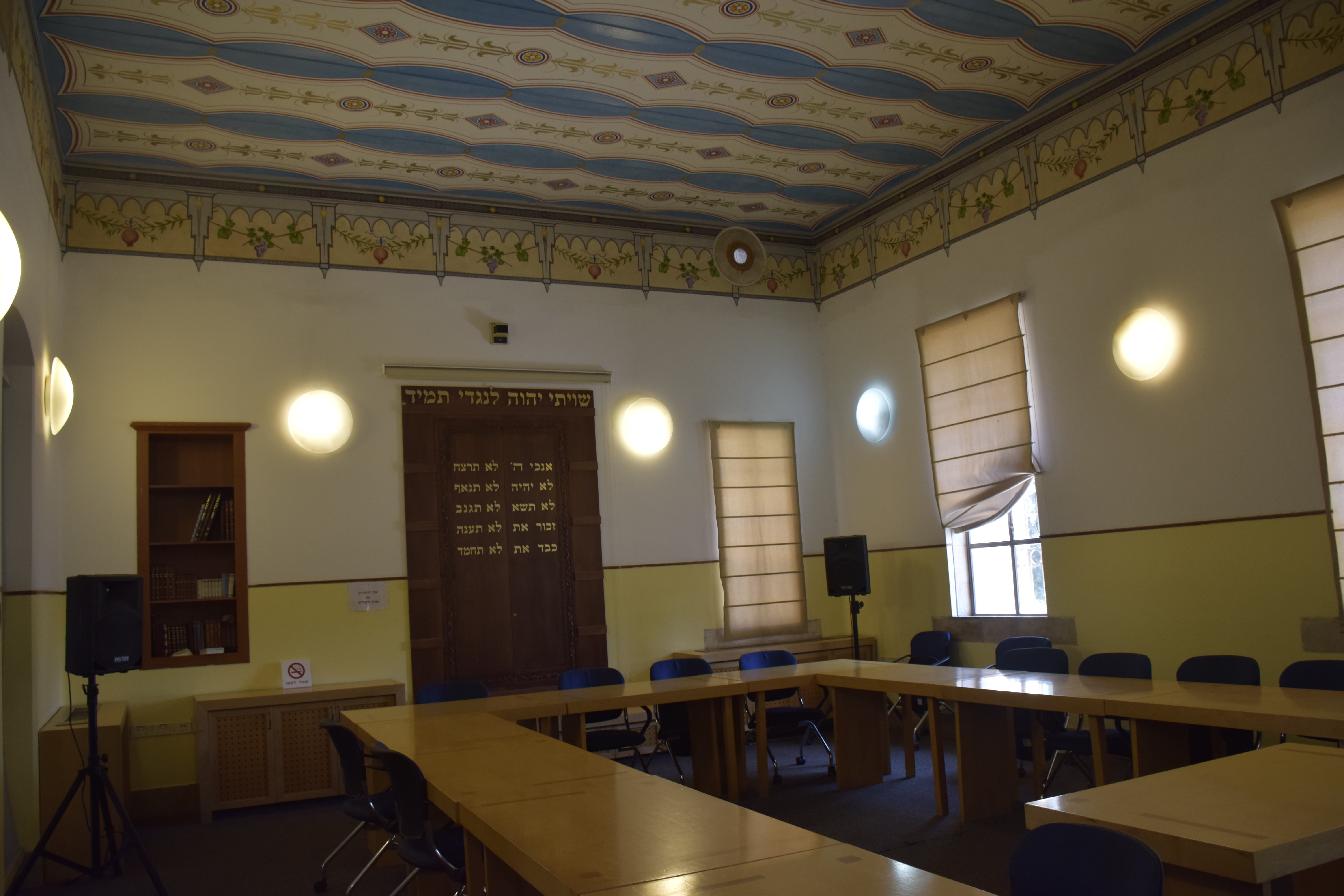
Partie de l'ancienne synagogue de l'hôpital Sha'are Zedeq à Jérusalem

- Centre médical Hadassah (Mont Scopus)
- Hôpital Hansen
- Hôpital Herzog
- Hôpital Kfar Shaul
- Partie de l'ancienne synagogue de l'hôpital Sha'are Zedeq à JérusalemHôpital Misgav Ladach (fermé)
- Centre médical Shaare Zedek
- Hôpital ophtalmique St. John
- Hôpital St. Joseph
- Hôpital Summit

## District Nord

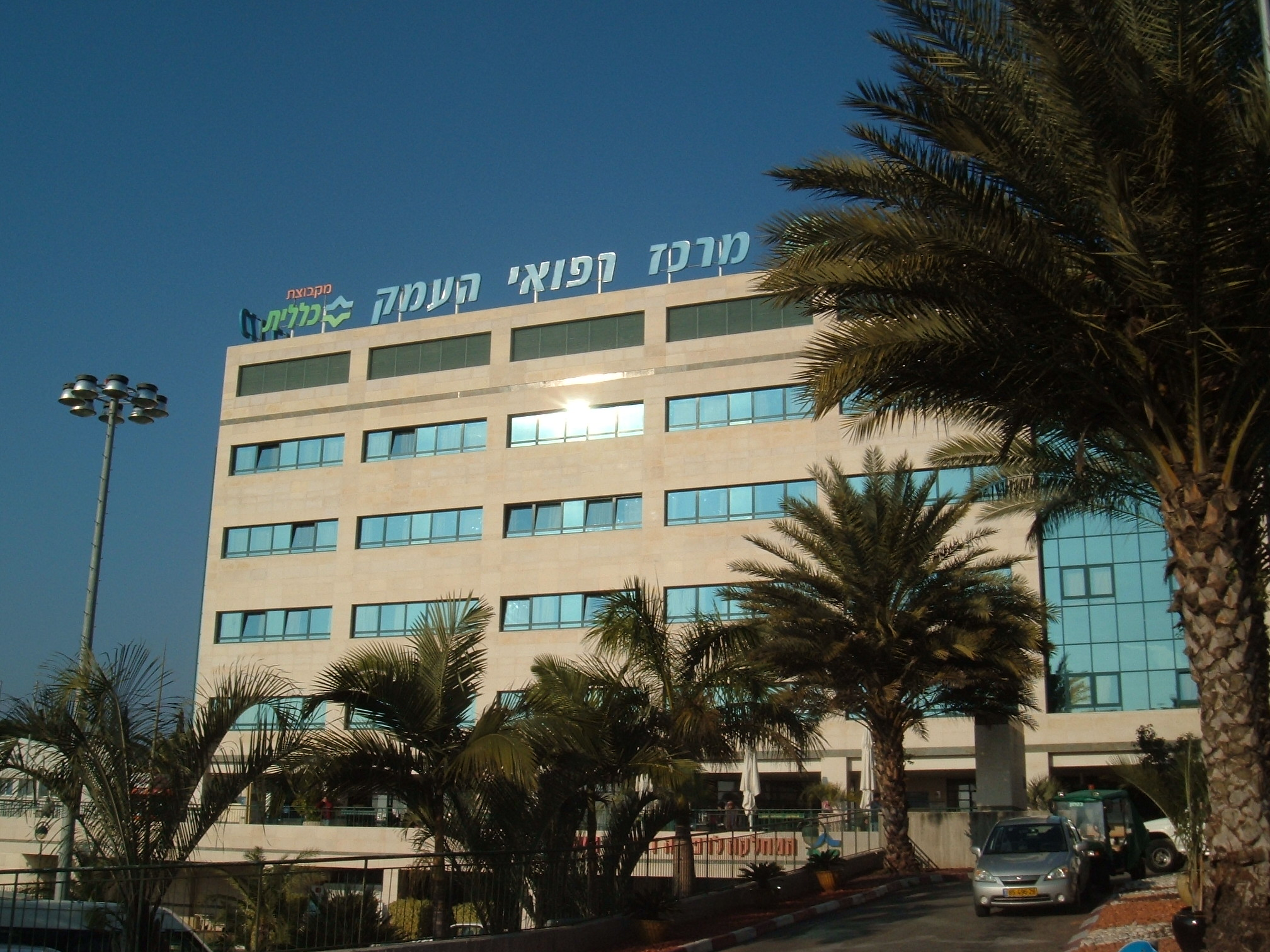
Hôpital HaEmek à Afula

### Afoula
- Centre médical HaEmek

### Akko
- Hôpital psychiatrique Fligelman (Mazra)

### Nazareth
- Hôpital Anglais de Nazareth

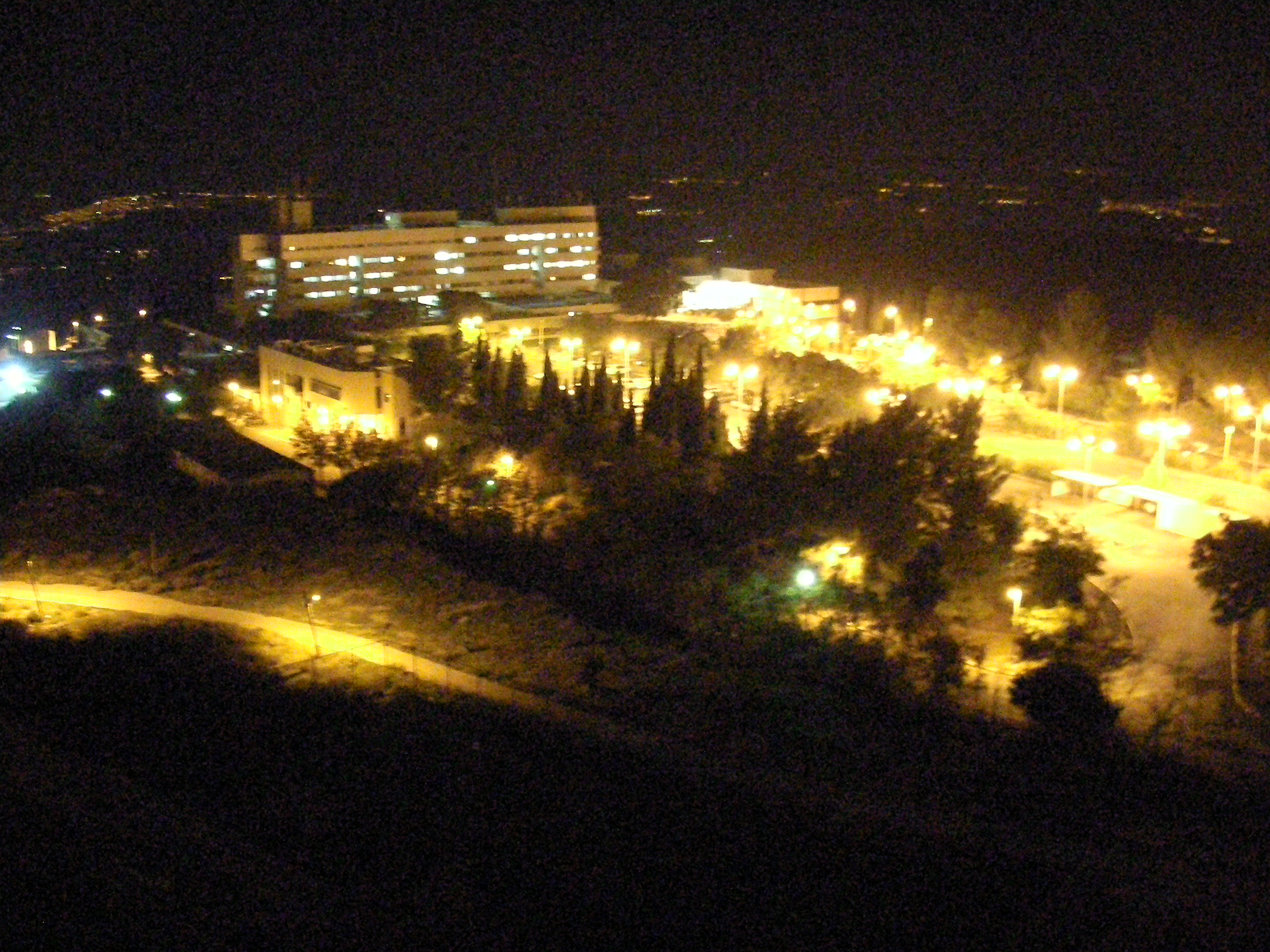
Hôpital Ziv à Safed

- Hôpital Français de Nazareth

### Safed
- Hôpital Hadassah
- Hôpital Rivka Ziv

### Tibériade
- Hôpital Poriya

## District Sud

### Ashkelon

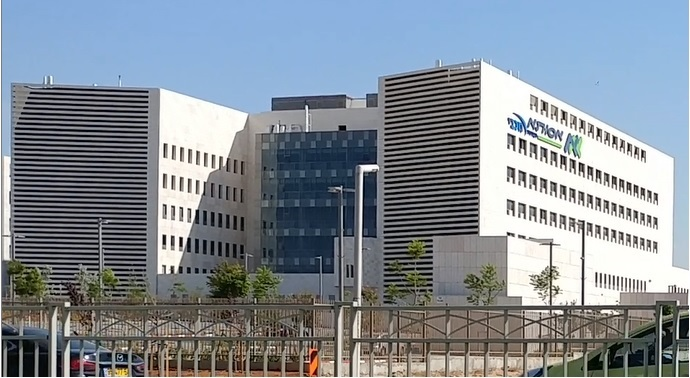
Centre médical Assuta à Ashdod

- Centre médical Barzilaï

### Ashdod
- Centre médical Assuta d'Ashdod

### Beer-sheva
- Centre médical Soroka

### Eilat
- Centre médical Yoseftal

## District de Tel Aviv

### Bat Yam

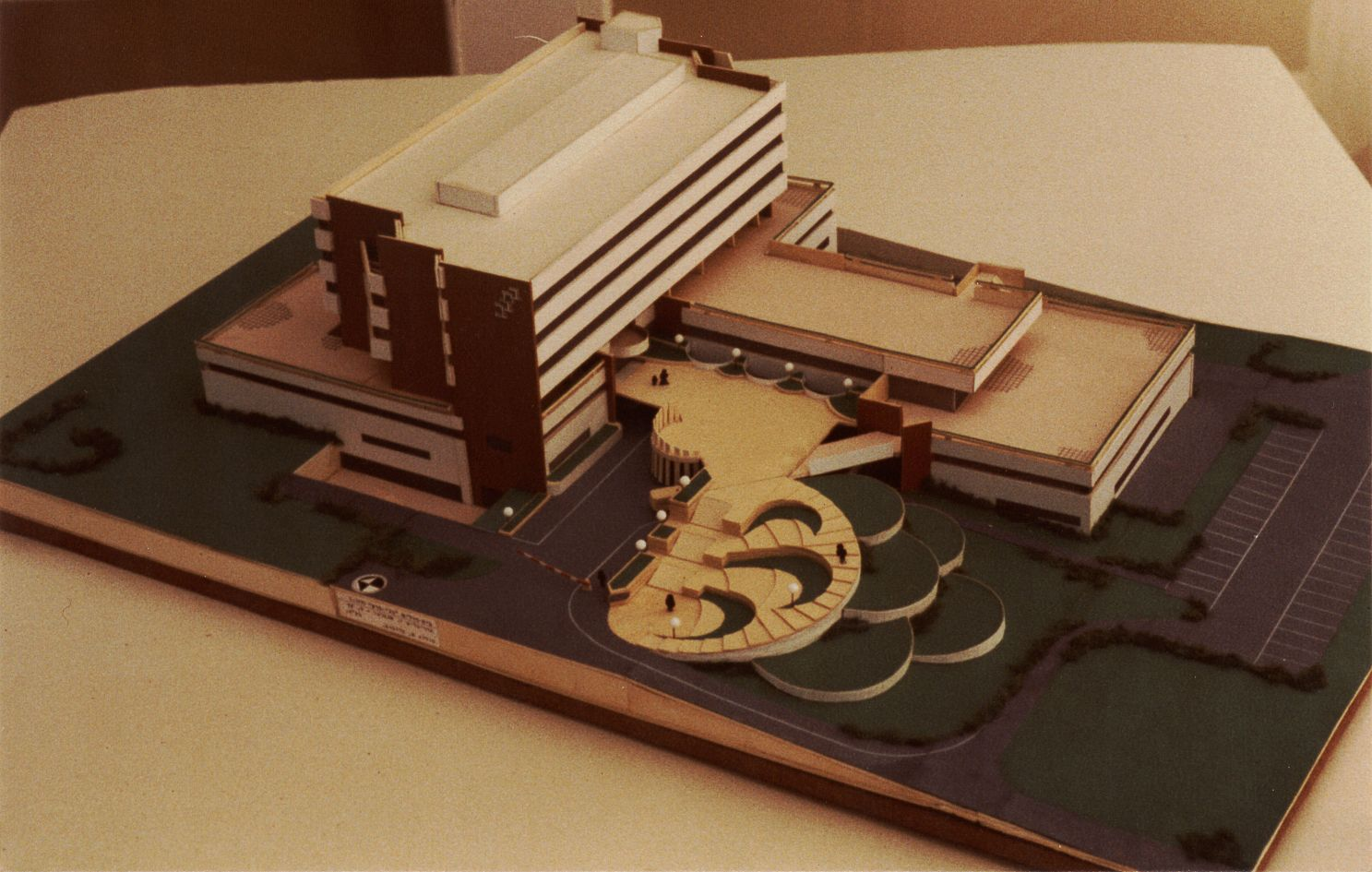
Projet du centre médical Mayanei HaYeshua construit à Bnei Brak

- Centre médical Abarbanel
- Centre médical Bayit Balev

### Bnei Brak
Hôpital Maayanei Hayeshua

### Herzliya
- Centre médical de Herzliya

### Holon
- Centre Médical Edith Wolfson

### Ramat Gan

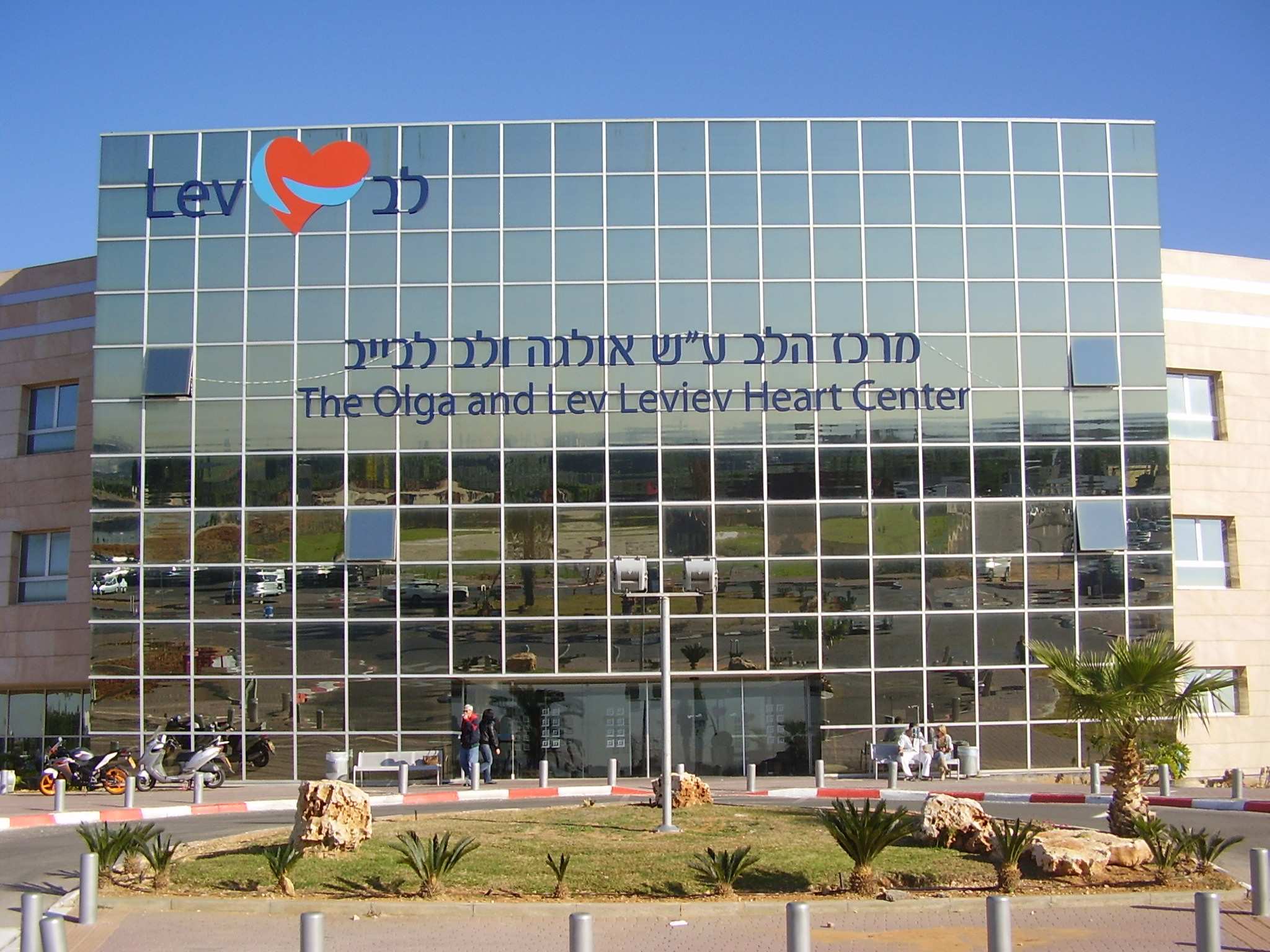
Département de cardiologie au centre médical Sheba à Ramat Can

- Centre médical Chaim Sheba (hôpital Tel HaShomer)
- Hôpital Ramat Marpe

### Tel Aviv
- Hôpital Asutta
- Centre gériatrique Naot Hatikhon
- Centre médical Reuth
- Centre médical Sourasky 
  - Hôpital Général Ichilov
  - Hôpital-Maternité Serlin
  - Hôpital pédiatrique Dana
  - Centre de rééducation haSourasky

#### Jaffa
- Hôpital Tzarfati (français)